# Route nationale 30a (Madagaskar)

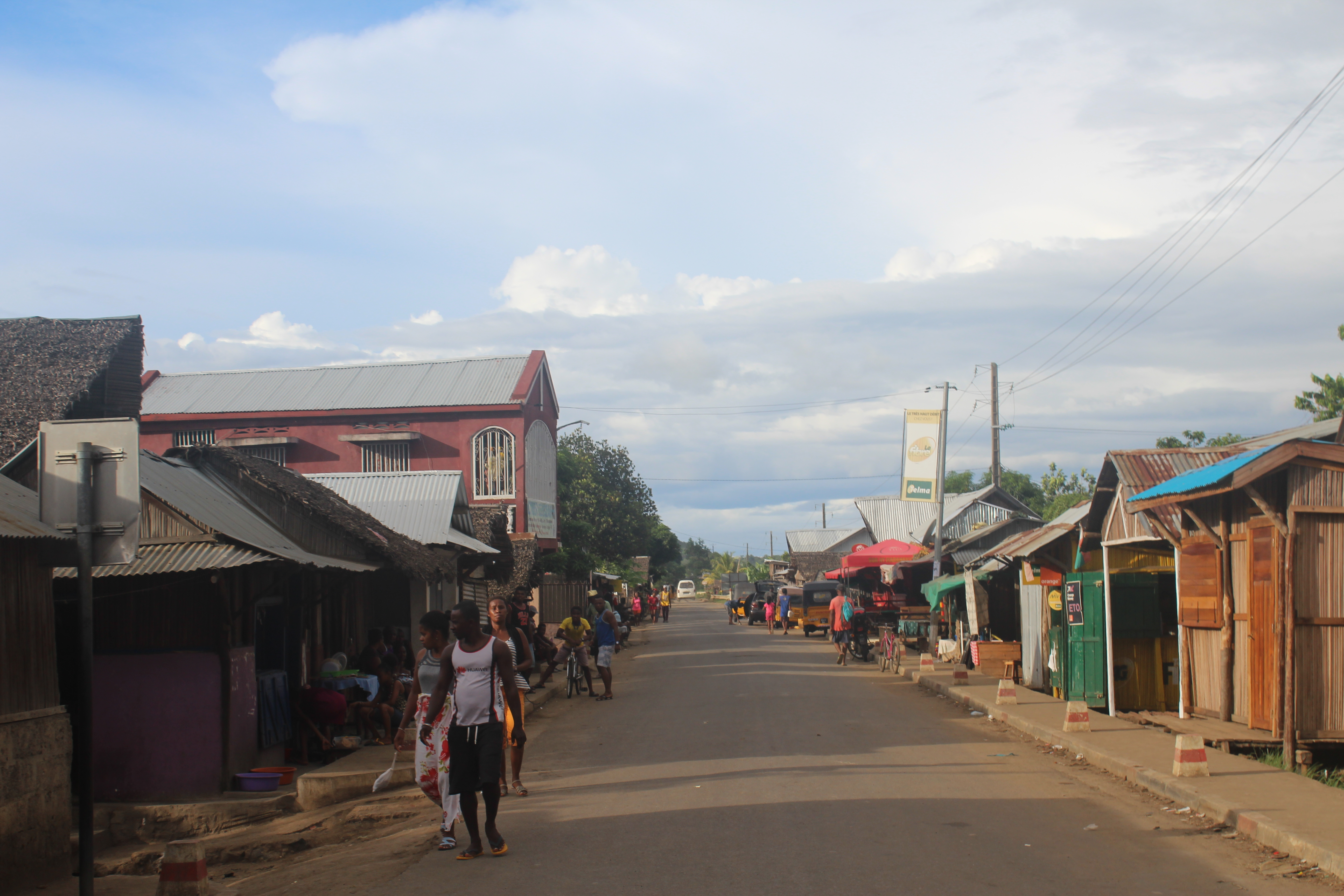
Route nationale 30a in Djamandjary, Blick nach Norden

Die Route nationale 30a (RN 30a) ist eine 28 km lange Nationalstraße auf der zur Region Diana gehörenden Insel Nosy Be vor der Nordwestküste von Madagaskar. Sie beginnt in der Inselhauptstadt Andoany (Hell-Ville) im Süden der Insel und führt in zunächst westlicher, dann nördlicher Richtung bis nach Andilana im Nordwesten der Insel. Die RN 30a trägt größtenteils den Straßennamen „Route de l'Ouest“ (Weststraße).